# André Gouirand
Pour les articles homonymes, voir Gouirand.
André Marius Gouirand né le 30 mai 1855 à Marseille et mort dans la même ville le 27 juin 1918, est un peintre, musicien et écrivain critique d'art français.

## Biographie
André Gouirand expose au Salon des artistes français de 1890 puis au Salon de la Société nationale des beaux-arts en 1895 et 1897. Il a également une activité littéraire de critique d'art : il publie plusieurs ouvrages et rédige notamment la plus grande partie du chapitre La vie artistique du VIe volume de l'encyclopédie départementale des Bouches-du-Rhône paru en 1914. Le 15 avril 1886 à Cannes, il épouse Louise Zoé Gentil, une professeur de piano et compositrice. Après avoir présidé l'association des concerts classiques, il devient directeur du conservatoire de Marseille en juin 1904.

## Œuvres

### Œuvres artistiques
Plusieurs de ses tableaux se trouvent dans les musées suivants :
- Musée des beaux-arts de Marseille : Cimetière de Bretagne[4], Le soleil levant[5], Paysage de Bretagne[6].
- Musée Gassendi de Digne : Gondoles à Venise
- Musée de la Castre, Cannes : Cannes vue de La Napoule

### Œuvres littéraires
- Monticelli, Paris, Henri May, 1900, 44 p.
- Les peintres provençaux : Loubon et son temps, Aiguier, Ricard,Monticelli, Paul Guigou, Paris, Sté d'édition littéraire et artistique, 1901, 147 p. (BNF 30527264)
- La Musique en Provence et le conservatoire de Marseille, Marseille et Paris, P. Ruat et Fischbacher, 1908, 484 p..
- Paul Masson (dir.), Bruno Durand, Auguste Gleize, André Gouirand, Édouard Heckel, Émile Ripert, Ferdinand Servian et al., Encyclopédie départementale des Bouches-du-Rhône, vol. VI : La vie intellectuelle, Marseille, Archives départementales des Bouches-du-Rhône, 1914, 877 p.. André Gouirand rédige les chapitres suivants :
  - Chapitre XII : La peinture, la sculpture et la gravure sous la Révolution et l'Empire (p. 369-393.)
  - Chapitre XIII : La peinture et la sculpture de 1816 à 1848 (p. 394-421).
  - Chapitre XIV : La renaissance picturale en Provence sous le second Empire (p. 422-451).
  - Chapitre XV : Les expositions du cercle artistique; L'évolution et la révolution picturales modernes. Les peintres, sculpteurs et graveurs contemporains (p. 452-484).
  - Chapitre XVII : La musique (p. 515-548).

## Tableaux d'André Gouirand

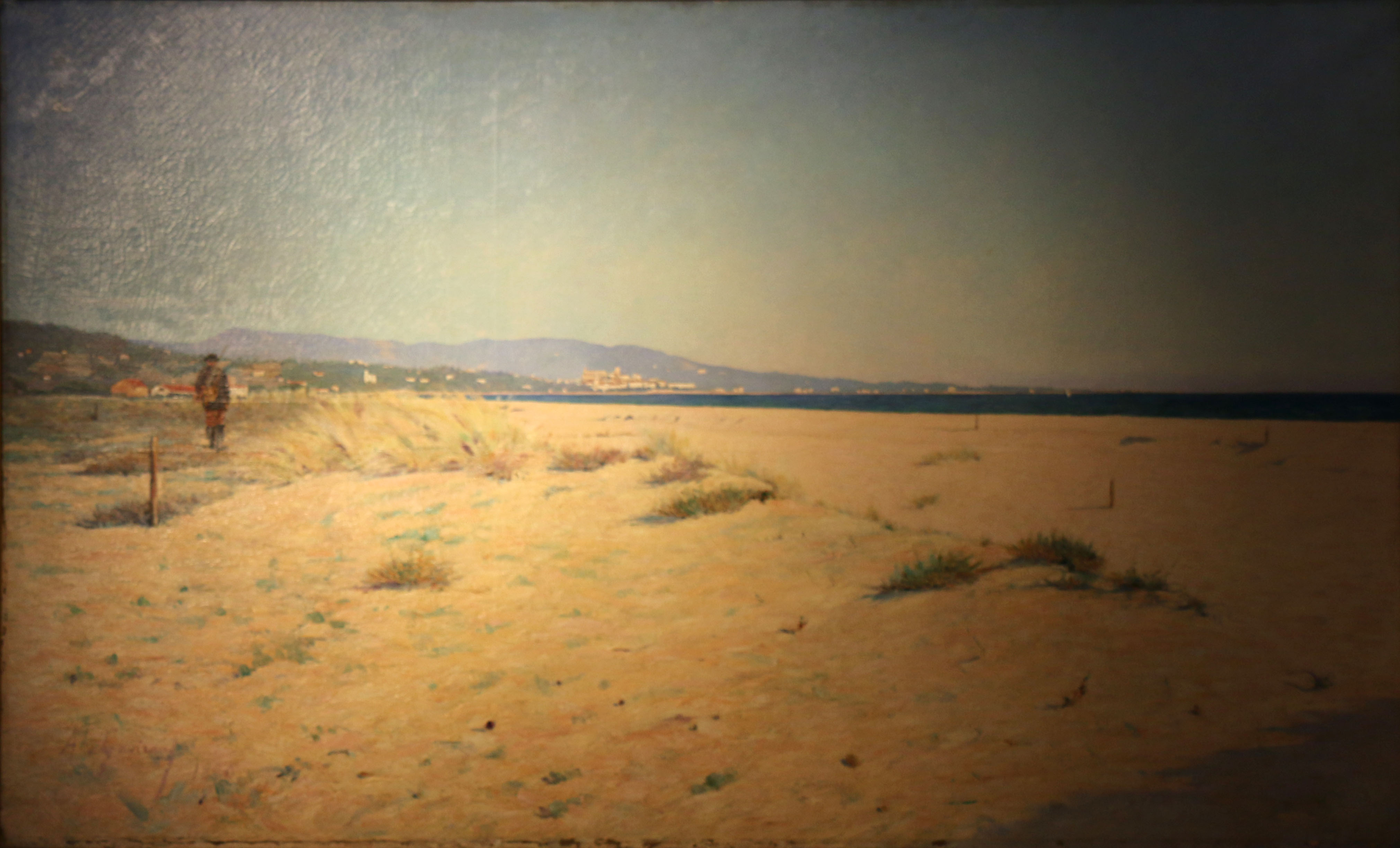
Panorama sur Cannes Musée de la Castre, Cannes
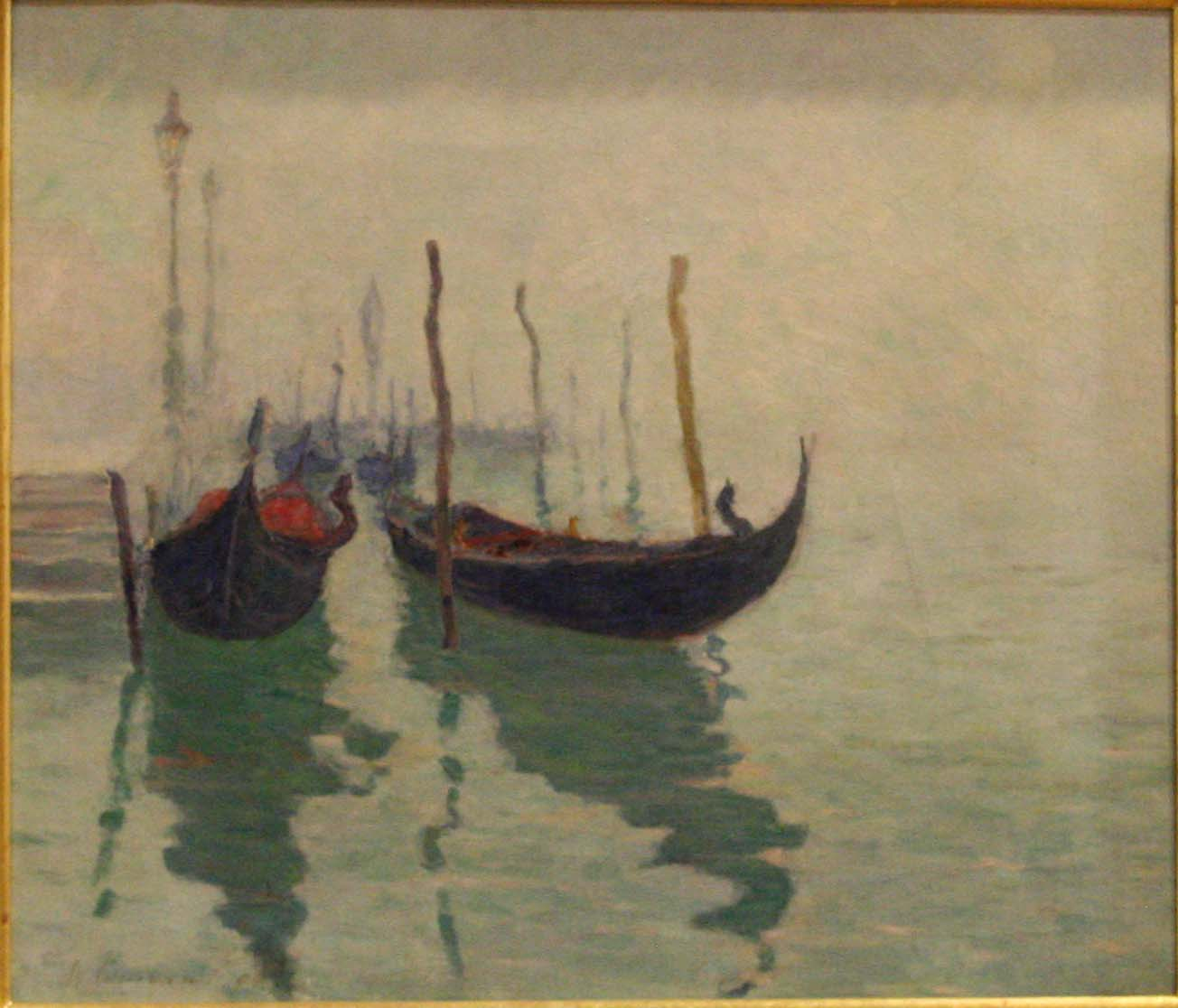
Gondoles à Venise Musée Gassendi de Digne-les-Bains